# 徹明町駅
徹明町駅（てつめいちょうえき）は、岐阜県岐阜市徹明通1丁目にあった、名古屋鉄道の停留場。2005年（平成17年）4月1日に廃止された。

## 乗り入れ路線
名鉄岐阜市内線と美濃町線が乗り入れ、このうち美濃町線は当停留場を起点とした。美濃町線の起点ではあるが、廃止直前は終点関駅への直通列車は下り1本のみ（土休日は新関駅止め）で、ほとんどは野一色駅、日野橋駅で折り返していた。
岐阜市内線には、2005年（平成17年）の全線廃止時に残っていた忠節駅方面の忠節支線（忠節線）のほかに長良北町駅方面の本線（長良線）がかつて存在し、両者は当停留場で分岐していた。
岐阜市内線（忠節方面と長良北町方面）と美濃町線は当停留場で乗り換えとなっていたが、他都市の路面電車のような乗り継ぎ割引はなく、運賃は当停留場で一旦打ち切られて乗り継ぎ先で新たに支払う形となっていた。

## 歴史
1911年（明治44年）に岐阜市内線の前身である美濃電気軌道市内線の停留場として開業した。岐阜市内線は2005年の全線廃止時こそ忠節方面へ向かう路線のみが残っていたものの、開業当初はまず長良北町方面へ向かう本線（通称：長良線）を旨として鉄路を伸ばしていた。当停留場から忠節方面への支線は1925年（大正14年）の当停留場 - 千手堂間の開通を待たねばならない。
一方、美濃町線も1911年に美濃電気軌道の路線として開通していたが、市内線と分岐する起点は当停留場ではなく隣にあった神田町駅（のちの岐阜柳ヶ瀬駅）であった。経路変更により美濃町線の起点が当停留場に移るのは1950年（昭和25年）のことである。
1950年以降、当停留場は岐阜市内線の本線（長良線）と忠節支線、それに美濃町線の結節点となったが、1988年（昭和63年）に本線の一部である当停留場 - 長良北町間が廃止される。岐阜市内線は残った新岐阜駅前 - 当停留場 - 忠節間へと区間が変更されたが、それも美濃町線と同時に2005年（平成17年）に廃止された。
- 1911年（明治44年）2月11日 - 美濃電気軌道市内線の駅前 - 今小町間開通と同時に開業[2]。
- 1925年（大正14年）6月1日 - 市内線の当停留場 - 千手堂駅間が開通[2][3]。
- 1950年（昭和25年）4月1日 - 美濃町線の起点が岐阜柳ヶ瀬駅から当停留場に変更され、美濃町線が接続[2][4]。
- 1987年（昭和62年）12月22日 - 駅ビル完成[2]。
- 1988年（昭和63年）6月1日 - 当停留場 - 長良北町駅間廃止[2]。岐阜市内線の区間を岐阜駅前駅 - 当停留場 - 忠節駅間に変更[5]。
- 1991年（平成3年） - レール交換に合わせて配線変更、不要となったダイヤモンドクロッシングを廃し美濃町線ホームを単線化[6]。。
- 1999年（平成11年）4月1日 - 無人駅化。
- 2005年（平成17年）4月1日 - 岐阜市内線および美濃町線の廃止と同時に廃駅[4]。

## 停留場構造

### 全廃時の構造
岐阜市内線は相対式2面2線、美濃町線は単式1面1線の乗り場を持つ。併用軌道のため両線とも乗り場は道路上に設けられていたが、安全地帯はなく、道路に「グリーンベルト」と称する緑色のペイントがされているのみであった。このグリーンベルトは、1992年に岐阜市内線の新岐阜駅前駅とともに全国で初めて施されたものであった。電車待ちをする乗客のために、忠節方面の乗り場の向かいにある歩道上には歩道に面して支店を構えていた十六銀行により椅子が設置されていた。線路は営業運行がない美濃町線 - 岐阜市内線忠節方面にもつながっており、忠節で接続する揖斐線の電車が市ノ坪の岐阜工場へ出入庫する際に通っていた。
美濃町線乗り場南側に名鉄徹明町駅ビル（駅施設は1階部分）があり、かつては駅員が配置されていたが、1999年3月31日限りで無人駅化されている。駅ビルの建物自体は2019年9月現在で存在しているが、全階空き家状態である。1階外面のガラス部分に残る駅関連のシールの痕跡から、駅施設であることが容易に判断できる状況である。
| ← 千手堂方面 | 1997年当時の配線           | → 美濃町線 日野橋方面 |
|              | ↓ 新岐阜駅前・岐阜駅前方面 |                       |
| 凡例 出典:   |                            |                       |

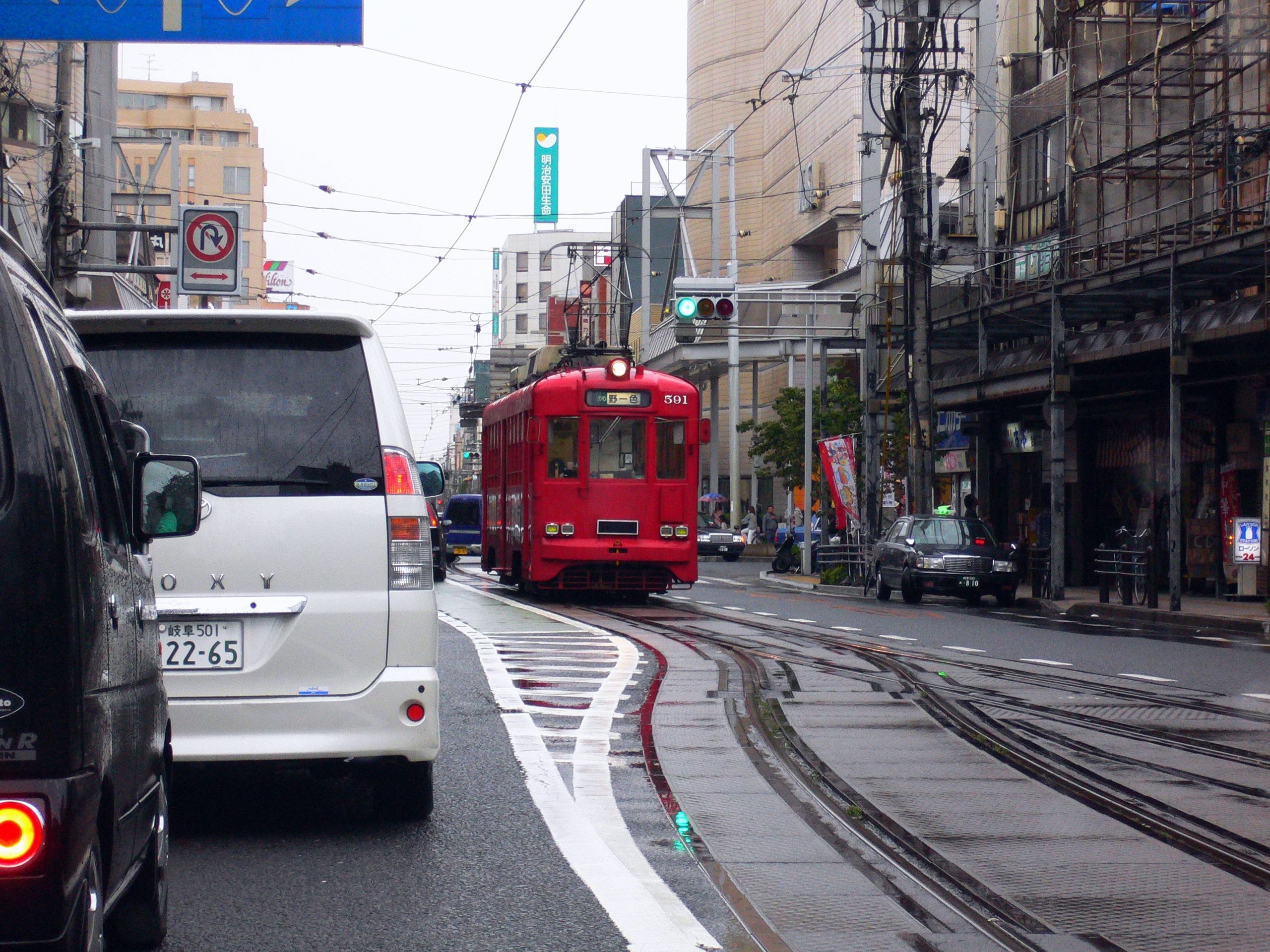
美濃町線乗り場のモ590形
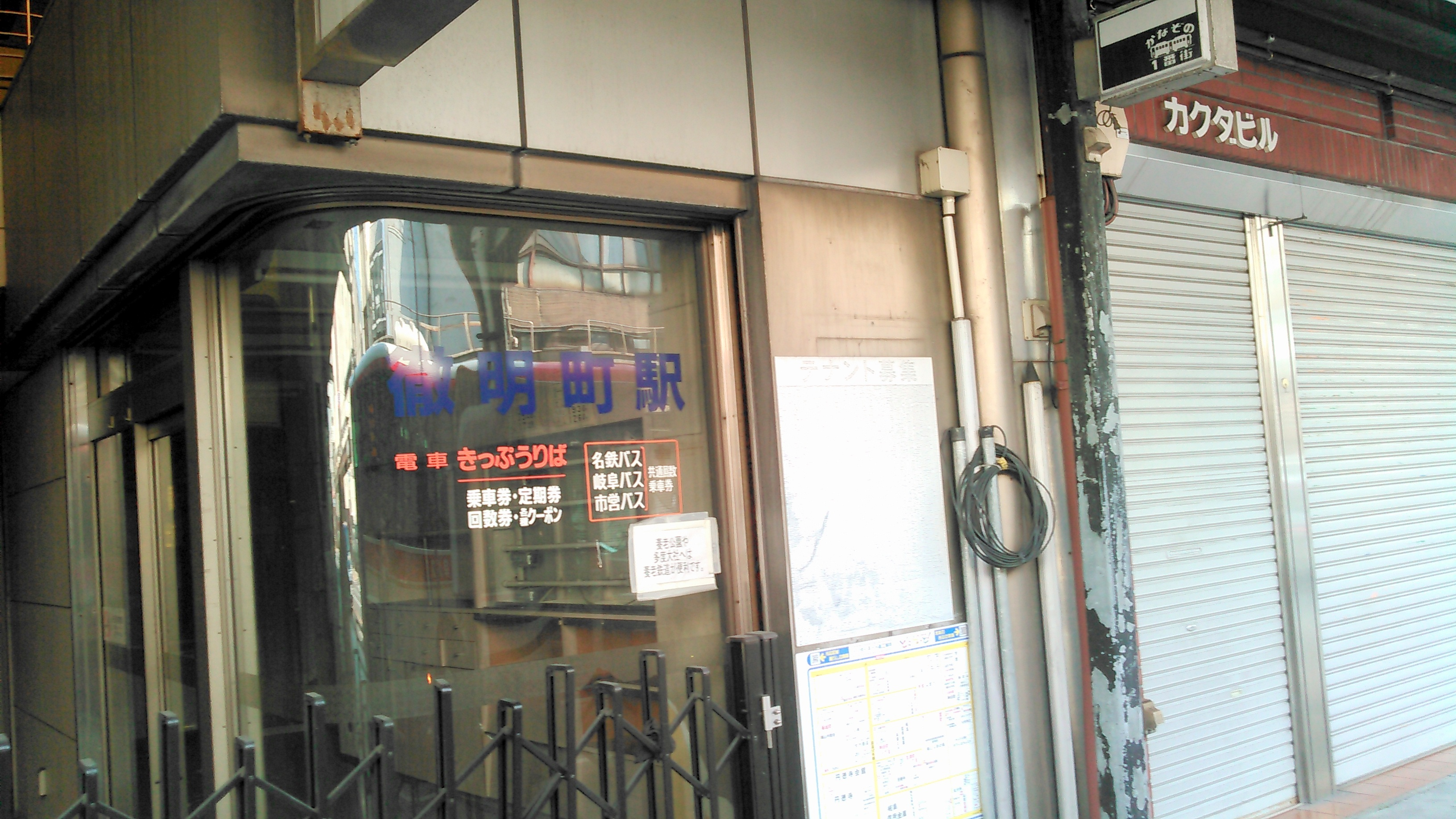
駅ビル跡・1階部分 （2017年4月4日撮影）

### 1991年までの構造
長良北町方面が廃止される前は下図のように複線ダイヤモンドクロッシングと岐阜駅方面から忠節支線への分岐を組み合わせていたが、その分、車輪のフランジを通す為に線路が途切れている個所が増え、通過中の乗り心地の悪さ、騒音、メンテナンスの増大を招く原因となっていた。
長良北町廃止後は忠節方面 - 美濃町線の線路は美濃町線乗り場を含め単線に変更された。
|                       | ↑ 伊奈波通方面             |                       |
| ← 忠節支線 千手堂方面 | 1986年当時の配線           | → 美濃町線 日野橋方面 |
|                       | ↓ 新岐阜駅前・岐阜駅前方面 |                       |
| 凡例 出典:            |                            |                       |

## 停留場周辺
- 岐阜徹明郵便局
- NTTテレメイト
- ドンキホーテ柳ケ瀬店（当時は岐阜メルサ、閉店済）
- 柳ヶ瀬商店街

## 隣の停留場
名古屋鉄道
岐阜市内線
金宝町駅 - 徹明町駅 - 金町駅
岐阜市内線（長良線）
徹明町駅 - 岐阜柳ヶ瀬駅
美濃町線
徹明町駅 - 金園町四丁目駅